# Чолак, Меджнур
Меджнур Чолак (тур. Mecnur Çolak; 7 августа 1967, Разград — 11 декабря 2021) — турецкий футболист, играл на позиции нападающего.

## Биография

### Игровая карьера
Уроженец болгарского Разграда. Чолак начинал карьеру в болгарском «Лудогорце», за который играл в течение четырёх сезонов. В 1990 году присоединился к клубу Турецкой Суперлиги «Сарыер», за который играл в течение трёх сезонов и в 1993 году перешёл в «Фенербахче». В составе «жёлто-тёмно-синих» Чолак отыграл два сезона, сыграл в чемпионате 48 матчей и забил 17 голов.
Затем Чолак играл за такие клубы как «Денизлиспор», «Адана Демирспор» и «Бейкоз». Завершил игровую карьеру в 1998 году.

### Судебный процесс
По окончании карьеры работал на фондовой бирже. В 2011 году был арестован по обвинению в мошенничестве и манипулировании фондовой биржей. Ему было вынесено несколько обвинительных приговоров и более 30 запретов на занятия торговлей. Было известно также, что Чолак не умел читать и писать на турецком языке.

### Смерть
Скончался 11 декабря 2021 года в возрасте 54 лет от последствий заражения COVID-19. Причиной смерти, как сообщается стало кровоизлияние в мозг.